# Coragem, o Cão Covarde
Courage the Cowardly Dog (no Brasil: Coragem, o Cão Covarde) é uma série de desenho animado estadunidense produzida e exibida pelo Cartoon Network e criada por John R. Dilworth. Nos Estados Unidos a série é classificada como TV-Y7-FV.. Estreou no Brasil na televisão fechada em 10 março de 2000.

## Enredo
Coragem, o Cão Covarde conta a história de Coragem, um cachorro facilmente assustado que vive em uma fazenda com Muriel e Eustácio Bagge, na cidade fictícia de Lugar Nenhum, no Kansas. Abandonado quando filhote, Coragem foi encontrado em um beco por Muriel Bagge, uma mulher escocesa de natureza doce e seu marido Eustácio, um fazendeiro mal-humorado e ganancioso que gosta de assustá-lo.
Coragem, Eustácio e Muriel frequentemente encontram monstros, alienígenas, demônios, cientistas loucos, zumbis e outros perigos que Coragem deve afastar para salvar seus donos, sem o conhecimento deles. Embora a maioria das criaturas que os três enfrentam sejam assustadoras e perturbadoras, algumas acabam por serem doces ou simplesmente angustiadas.

## Origem e fim
Coragem, o Cão Covarde originou com um curta de animação chamado de "The Chicken from Outer Space" que serviu de piloto.
O curta foi indicado ao Oscar de Melhor Curta-Metragem de Animação.
Coragem, O Cão Covarde teve seu fim porque era muito caro. O desenho durou de 1999 a 2002. Ainda há algumas possibilidades em que a série animada volte, por exemplo o post que o criador do desenho (John R. Dilworth) publicou em sua página do Facebook, "Para todos os fãs de Coragem: estou comovido pelo amor que têm por nosso programa. Sou grato porque nossa talentosa equipe foi capaz de fazer algo de bom no mundo. Estamos esperando para começar o desenvolvimento de um potencial prelúdio intitulado ‘Antes de Coragem’ para o Boomerang! Fiquem ligados para mais. Quem sabe o que pode acontecer? Continuem escrevendo ao CN para continuarem transmitindo Coragem. Seu amigo, Dilly", infelizmente, aguardamos essa "nova série" há muito tempo, e até então, nunca foi oficialmente lançada.

## Personagens

### Coragem
Coragem é um cachorro lilás e medroso que vive em Lugar Nenhum, no Kansas. Quando filhote, seus pais foram raptados e mandados para o espaço (isso aparece no episódio "Lembranças do Passado do Coragem"), mas Coragem conseguiu fugir, então Muriel o achou e o levou para casa. Seu dono, Eustácio, diferentemente de Muriel, está sempre o maltratando e frequentemente chamando-o de "cachorro idiota".
Apesar de seus medos, Coragem está sempre salvando seus donos dos perigos e mistérios que ocorrem em sua fazenda e, algumas vezes, fica seriamente machucado, mas por sua determinação e, algumas vezes, por pura sorte ele sobrevive, sempre retornando ao colo quente e confortável de Muriel e a indiferença rabugenta de Eustácio. Coragem frequentemente usa a ajuda do computador para buscar informações sobre os fenômenos sobrenaturais que ocorrem em "Lugar Nenhum".

### Muriel Bagge
Muriel Bagge é uma senhora escocesa que adotou Coragem quando ele era um filhote abandonado. Gosta de tomar chá e cuidar de seu jardim ou assistir TV, quando não está capturada pelos monstros misteriosos.
Ela está sempre feliz e gosta de praticamente todos, menos os que são implicantes com ela. Ela é muito tolerante com seu marido, Eustácio; Ela coloca vinagre em todas as suas receitas, que por acaso ficam deliciosas e Coragem adora, mas vomita ao saber que sua comida tem vinagre.

### Eustácio Bagge
Eustácio Bagge é um velho fazendeiro resmungão que vive maltratando, assustando e chamando Coragem de "cachorro idiota", e algumas vezes maltrata sua esposa Muriel.
Venera poucas coisas, como o dinheiro, sua poltrona vermelha, a TV, seu jornal e seu caminhão. Acha graça em ver Coragem assustado, para isso colocando uma grande máscara e gritando "ooga-booga-booga!". Alguns de seus comportamentos vêm de sua infância com seus pais, pois ele foi bastante maltratado, fazendo-o sentir-se como um estranho. Algumas vezes mostra compaixão e arrisca sua vida com Coragem para salvar Muriel, e, na maioria das vezes, sai mais machucado que o cão. Sempre que é ameaçado, utiliza sua marreta para defender-se. Ele mesmo diz em um episódio que sua mãe sempre o maltratava e colocou tantos complexos nele que o fez ficar mal-humorado desde que ele era criança.

### Mãe do Eustácio
É uma velha rancorosa e espírito de porco. Aparece em alguns episódios, mas demonstra não gostar muito de seu filho, até pelo fato de já tê-lo chamado de garoto idiota. Ela é careca, mas usa uma peruca vermelha para disfarçar sua calvície, pois tem vergonha. No episódio "O Fantasma de McPherson" foi mostrado que ela tentou acabar com o casamento de seu filho Eustácio. No episódio "Scuba Scuba", quando Eustácio explode e sua peruca voa, ela parece estar mais preocupada em pegar a peruca e colocar na cabeça, do que com a explosão de seu filho.

### Katz
Katz é um gato vermelho antropomórfico magro, cuja primeira aparição foi no episódio "Uma Noite no Motel Katz". Ele é um dos principais antagonistas do show, sendo o que mais aparece.

### Shirley
Shirley é uma chihuahua que tem um papel frequente na série como uma anti-heroína. Seu passatempo principal é lançar maldições sobre aqueles que desafiam a moralidade. Ela despreza a ganância.

### Le Quack
É um pato vigarista francês que está sempre tentando ganhar uma fortuna.

### Dr. Vindaloo
É um médico indiano descrito como MD Quack. Ele está muito perto da família Bagge, e é uma das poucas pessoas no qual Coragem considera como amigo.

### Corcunda
É um corcunda que vaga por Lugar Nenhum. Ele sabe fazer malabarismo e gosta de tocar sinos. É um homem bondoso, mas muitas vezes ele é maltratado pelas pessoas de Lugar Nenhum por causa de sua aparência, muitos o consideram feio e tem medo dele por isso. É um personagem baseado no Quasímodo, de O Corcunda de Notre Dame, de Victor Hugo. Quando o conhece, Coragem logo vê que ele é uma boa pessoa e os dois se tornam amigos. Sua única aparição foi no episódio "O Corcunda de Lugar Nenhum".

### Computador
É um computador pessoal da família Bagge. Ele fica localizado no sótão da casa da Fazenda dos Bagge, mas em 99% dos casos somente Coragem que utiliza-o para obter respostas. Ele é sempre utilizado pelo Coragem em emergências para salvar Muriel. Ele fala e parece que escuta o que Coragem diz, sempre traz respostas imediatas e na maioria das vezes elas estão corretas, ajudando Coragem a salvar Muriel.

### Veterinário Cruel
Um veterinário humano cujo nome é Fred é a causa da orfandade de Coragem quando o mesmo era filhote. Ele era dono de uma clinica veterinária chamada Bichinhos do Amanhã, que ficava em Lugar Nenhum. Para os seus clientes de sua clínica, ele parece um bom veterinário que cuida dos cães. Nas sombras, ele na verdade é um cientista louco com o objetivo de mandar cachorros em órbita para serem super cachorros no espaço. Sua personalidade insana é demonstrada quando Muriel e Eustácio descobrem a sua verdadeira façanha com o Coragem.

### Di Lung
Di Lung é um jovem de ascendência asiática. Ele tem cabelo preto um tanto desalinhado e usa óculos escuros pretos. Ele é mais comumente visto vestindo uma camiseta branca com decote em V, shorts azul marinho e sandálias rosa com flores, é inteligente, mas tem uma personalidade bastante temperamental, egoísta e arrogante. Muitas vezes ele menospreza os outros e gosta de se exibir com suas invenções incríveis. Ele também tem um lado mais sádico.

### Cajun Fox
Cajun Fox é uma raposa laranja que sempre usa óculos escuros. Apesar de ter sido apresentado em apenas dois episódios, ele é considerado um dos rivais de assinatura do Coragem. Cajun Fox geralmente tem uma personalidade relaxada e descontraída, embora às vezes fique demente quando seus objetivos estão em perigo. Ele acredita ter “nascido com sorte” e, como tal, pode ser muito competitivo para se tornar o número um. Por mais brutais que sejam suas ofensas, ele trata seus rivais com um pouco de amizade incomum e mostra-se genuinamente educado e afável. Por alguma razão, ele sabe dirigir um carro e pilotar um avião.

## Dublagem
| Personagens                     | Dubladores (EUA)                      | Dubladores (Brasil) |
| ------------------------------- | ------------------------------------- | --- |
| Eustácio                        | Lionel Wilson, depois Arthur Anderson | Domício Costa |
| Muriel                          | Thea White                            | Nelly Amaral, depois Beatriz Loureiro                                                                                    |
| Coragem                         | Marty Grabstein                       | José Leonardo |
| Computador                      | Simon Prebble                         | Ricardo Juarez |
| Âncora do Jornal                | Arnold Stang                          | José Luiz Barbeito |
| Katz                            | Paul Schoeffler                       | Dário de Castro |
| Benton Tarantella               | Peter Fernandez                       | Dário de Castro, depois Hamilton Ricardo                                                                                 |
| Shirley, a Médium               | Mary Testa                            | Priscila Amorim, depois Márcia Morelli                                                                                   |
| Dr. Vindaloo                    | Paul Schoeffler                       | Marcelo Garcia (1 episódio), Francisco José, Jorge Rosa, José Luiz Barbeito (episódio "A árvore mágica de Lugar Nenhum") |
| Boneco de Neve                  | Paul Schoeffler                       | Dário de Castro, depois Ronaldo Júlio                                                                                    |
| Corcunda                        | Allen Swift                           | Jorge Rosa |
| Horst Bagge (irmão do Eustácio) | Peter Fernandez                       | Ricardo Vooght depois André Belizar                                                                                      |
| Di Lung                         | Tim Chi Ly                            | Duda Espinoza |